# Peter Andreas Munch
Peter Andreas Munch (Christiania, 15 de diciembre de 1810 – Roma, 25 de mayo de 1863), también conocido como P. A. Munch, fue un historiador noruego, célebre por sus trabajos sobre la historia medieval de Noruega. Los trabajos de Munch también tratan sobre la arqueología, la geografía, la etnografía, la lingüística y la jurisprudencia de su país. También fue conocido por sus traducciones del nórdico antiguo de las sagas legendarias.

## Contexto
Peter Andreas Munch nació en Christiania (actual Oslo). Su padre fue Edvard Storm Munch y su madre Johanne Sophie Hofgaard. Munch era el tío del famoso pintor Edvard Munch.
Munch creció como un vecino de Gjerpen, donde su padre era pastor de una parroquia de la Iglesia de Noruega. Hizo su primaria en la ciudad de Skien. Estudió Derecho en la Universidad de Oslo y se graduó en 1834. Luego se interesó y se dedicó a los estudios sobre historia y filología.

## Carrera

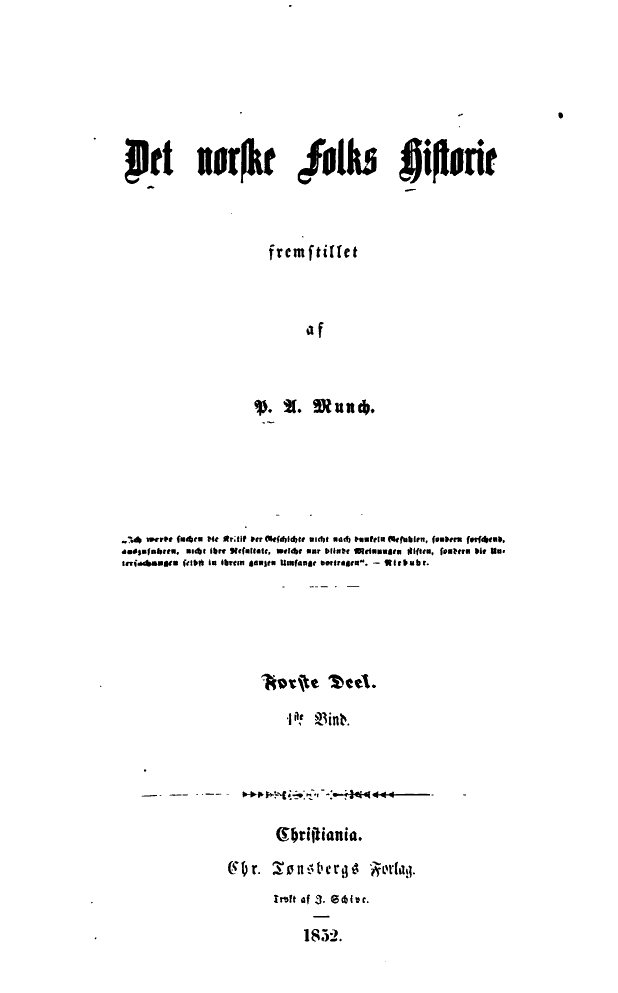
Primera página de Det norske Folks Historie.

La primera gran obra de Munch, junto a Rudolf Keyser, fueron los tres volúmenes de Norges Gamle Love (Antiguas Leyes de Noruega), editados después de dos años de investigaciones en Copenhague. En 1837, se hizo profesor no remunerado de Historia en la Universidad de Oslo y en 1841 se convirtió en docente de la misma disciplina. En 1857, tras publicar varios libros, recibió una amplia beca para investigar en los archivos Roma y vivió allí entre 1859 y 1861. 
Fue una de las primeras personas de una religión diferente a la católica en ser aceptado en los archivos de la Biblioteca Vaticana. Allí tomó una gran cantidad de notas de los volúmenes de las cartas papales y a veces realizó minuciosos facsímiles de los textos. Esa investigación fue de utilidad para su gran obra, Det norske Folks Historie (La historia del pueblo noruego), en ocho volúmenes, y envió sus notas a los archivos reales en Christiania. En el viaje de regreso a Roma falleció debido a un ataque cardiaco y fue enterrado en el cementerio protestante de Roma.